# Rolf Mafael
Rolf Mafael (* 1955 in Bruchsal) ist ein deutscher Diplomat. Er war von 2018 bis 2021 Deutscher Botschafter beim Europarat.

## Leben
Mafael absolvierte nach dem Abitur von 1974 bis 1980 ein Studium der Rechtswissenschaften an der Ruprecht-Karls-Universität Heidelberg sowie der Freien Universität Berlin. Im Anschluss an das 2. juristische Staatsexamen war er als Staatsanwalt in Mannheim.
1985 trat Mafael in den Auswärtigen Dienst ein und fand nach Abschluss der Laufbahnprüfung für den höheren auswärtigen Dienst zwischen 1985 und 1989 Verwendungen bei der deutschen Delegation bei der UN-Abrüstungskonferenz in Genf sowie nach einer Tätigkeit im Auswärtigen Amt in Bonn von 1993 bis 1995 bei der Botschaft im Iran. 
Nach einer anschließenden Verwendung bei der Europäischen Kommission zwischen 1995 und 1998 war Mafael arbeitete Mafael von 1998 bis 1999 an der Ständigen Vertretung der Bundesrepublik Deutschland bei der NATO in Brüssel. Danach war er als stellvertretender Referatsleiter in der Politischen Abteilung des Auswärtigen Amtes tätig sowie im Anschluss zwischen 2002 und 2005 als Mitarbeiter der Botschaft in Japan. 2005 kehrte er wieder in das Auswärtige Amt nach Berlin zurück, wo er zunächst Leiter des Referats für die Koordinierung der Europapolitik sowie zuletzt Beauftragter in der Europaabteilung war.
Im Juli 2012 wurde Mafael Botschafter in Südkorea und dort Nachfolger von Hans-Ulrich Seidt.
Von Juli 2016 bis Juli 2018 war Mafael Botschafter in Kasachstan und dort Nachfolger von Guido Herz. Von September 2018 bis Juli 2021 war er Ständiger Vertreter der Bundesrepublik Deutschland beim Europarat.